# Quentin Griffin
Quentin LaVell Griffin (nascut el 12 de gener de 1981 a Houston, Texas) va ser un jugador de futbol americà i actual entrenador que jugà en la posició de corredor.
Griffin va estudiar a l'Intitut Nimitz High School, de Houston.
Durant la vida estudiantil va jugar amb l'Oklahoma, amb qui el 2000 va guanyar el campionat nacional universitari.
El 2003 Griffin va fer el Draft i va anar als Denver Broncos de la National Football League. A allà hi va jugar dues temporades, en les que va aconseguir 179 corregudes, 656 iardes i dos touchdowns. Al març del 2006, va fitxar pels Kansas City Chiefs. El 2007 va anar a jugar a l'equip alemany de la NFLE Hamburg Sea Devils. I finalment, la temporada 2008 ha firmat un contracte amb l'equip de la Canadian Football League canadenca, Saskatchewan Roughriders de Regina, que no el va renovar.
En juliol de 2013 va fitxar per l'equip de la lliga alemanya Kiel Baltic Hurricanes (GFL1). El 2016 va deixar de jugar per convertir-se en entrenador.